# Cătina (Cluj)
Cătina (in ungherese Katona) è un comune della Romania di 2 091 abitanti, ubicato nel distretto di Cluj, nella regione storica della Transilvania.
Il comune è formato dall'unione di 6 villaggi: Cătina, Copru, Feldioara, Hagău, Hodaie, Valea Caldă.

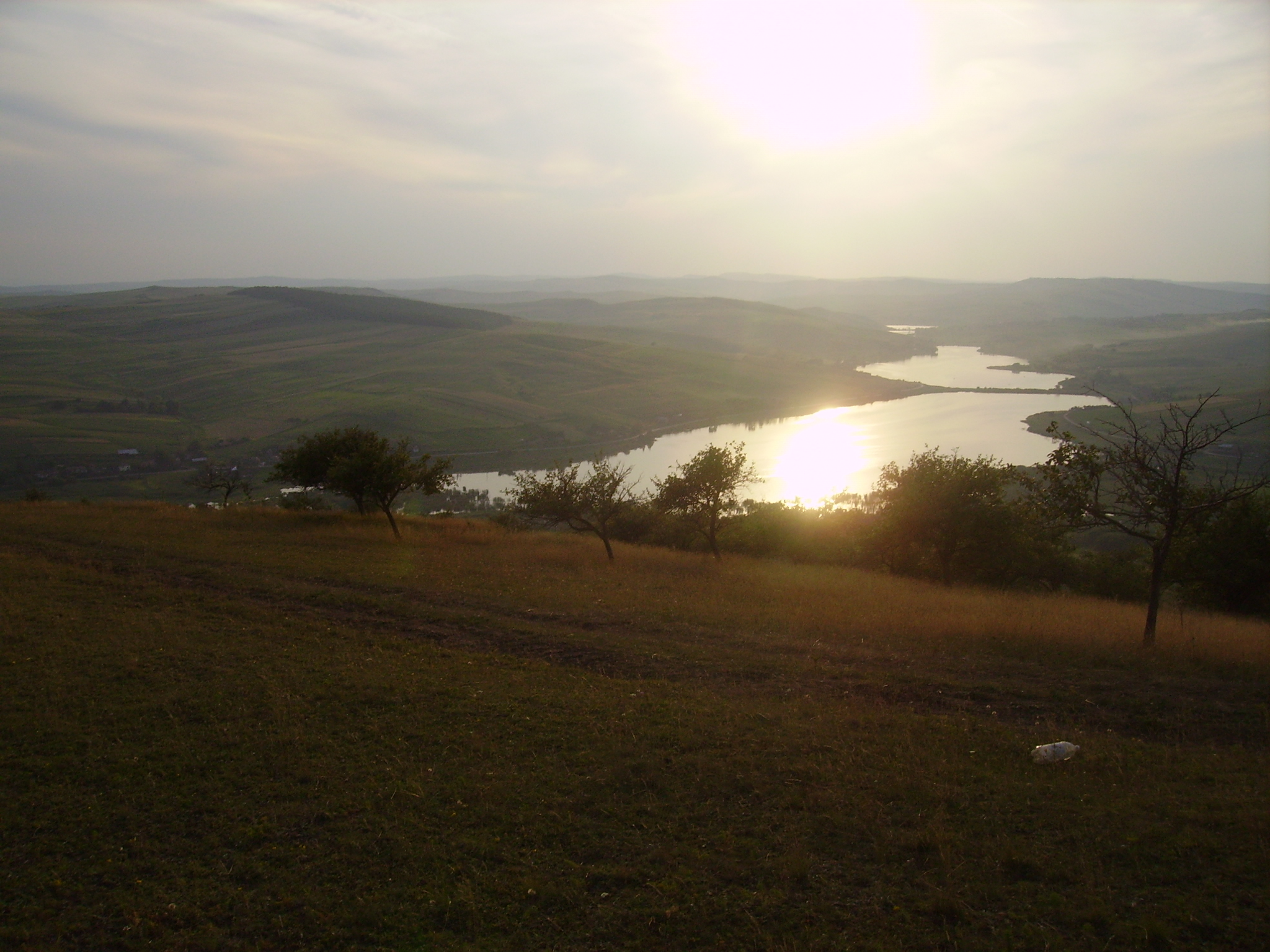
Il lago di Cătina